# Harvey Fierstein
Harvey Forbes Fierstein, född 6 juni 1952 i Brooklyn, New York, är en amerikansk skådespelare, dramatiker och sångare.

## Utmärkelser
Fierstein har bland annat vunnit fem Tony Awards.

## Roller i urval
- 1988 – Arnold (även manus)
- 1990 – Simpsons (TV-serie) (röst)
- 1993 – Välkommen Mrs. Doubtfire
- 1994 – Kulregn över Broadway
- 1995 – Dr. Jekyll and Ms. Hyde
- 1996 – Independence Day
- 1998 – Mulan (röst)
- 2004 – Mulan 2 (röst)
- 2009 – How I Met Your Mother (TV-serie)
- 2010 – Nurse Jackie (TV-serie)
- 2011 – The Good Wife (TV-serie)
- 2017 – Bojack Horseman (TV-serie) (röst)